# Johnny Isakson
Johnny Isakson (Atlanta, Georgia; 28 de diciembre de 1944-19 de diciembre de 2021) fue un político republicano estadounidense, senador de los Estados Unidos por Georgia (2005-2019). 

## Vida
Su padre era un conductor de bus que luego fundó una firma inmobiliaria.